# Ragnar Spärck
Hakon Ragnar Gisiko Spärck (* 5. August 1896 in Hjørring; † 20. Juni 1965 in Kopenhagen) war ein dänischer Zoologe und Hochschullehrer.

## Leben
Spärck war der Sohn des Landrats Johan Albert Spärck und dessen Frau Ida Emma Charlotta, geborene Gisiko. Ab 1914 absolvierte er die Sorø Akademi. Er erwog zunächst ein geisteswissenschaftliches Studium, entschied sich dann aber für die Zoologie und erhielt 1919 den Magister-Abschluss. 1918 wurde Spärck Assistent am Zoologischen Museum Kopenhagen, 1919 Mitarbeiter der Biologischen Station und 1921 erhielt er als Amanuensis eine feste Anstellung in der Molluskenabteilung. Im September 1920 heiratete Spärck Mette Sybille Wandall, die Tochter des Chefarztes Johannes Severin Wandall. 
1925 wurde er mit der Dissertation Undersøgelser over østersens (Ostrea edulis) biologi i Limfjorden, særlig med henblik paa temperaturens indflydelse paa kønsskiftet zum Ph.D. promoviert. 1926 erschien die Abhandlung On the food problem in relation to the marine zoogeography, die Spärck als seinen wichtigsten Artikel betrachtete. Im selben Jahr wurde er Privatdozent an der Universität Kopenhagen und 1937 wurde er dort zum Professor für Zoologie befördert. Im selben Jahr wurde er Vorsitzender des Museumsrates des Zoologischen Museums und Vorstandsvorsitzender des Meeresbiologischen Labors in Frederikshavn. Von 1946 bis 1953 war er Direktor des Instituts für vergleichende Anatomie. 
Nach der Einführung des Reservatsgesetzes im Jahr 1936 trat Spärck dem Reservatskomitee bei und initiierte in den folgenden Jahren zahlreiche Feldstudien in den Reservaten, insbesondere zur Avifauna. Gleichzeitig ergriff er die Initiative für die vom Jagdfonds geförderten nahrungsbiologischen und parasitologischen Wildstudien, die in der von ihm gegründeten Danish Review of Game Biology veröffentlicht wurden. In späteren Jahren erkannte er, dass der Naturschutz als wesentlicher Bestandteil jeglicher Landnutzungsplanung in einem größeren Zusammenhang betrachtet werden muss und entwickelte seine Ideen zum Naturschutz mit einer breiten gesellschaftlichen Zielsetzung in mehreren Artikeln.
Spärck nahm an zahlreichen Studien und Expeditionen teil, darunter 1924/1925 in Südfrankreich und den Niederlanden, 1926 auf den Färöer-Inseln, worüber er 1928 die Schrift Zoology of the Faroes verfasste, 1930 an der Dana-Expedition im Mittelmeer, 1931 in Island, 1932 an der Dreijahresexpedition nach Kong Christian X Land, die von Lauge Koch (1892–1964) geleitet wurde, von 1946 bis 1847 an der Zentralafrika-Expedition der Universität Kopenhagen und 1950/1951 auf der Galathea-Expedition. 1952 und 1955 wirkte er an Vermessungsexpeditionen nach Westgrönland mit.
Spärck war Ritter 1. Grades des Dannebrogordens und erhielt die Silberne Verdienstmedaille. Von 1953 bis 1965 war er Vorsitzender des Naturschutzrates, von 1918 bis 1939 Vorstandsmitglied der Dänischen Naturhistorischen Gesellschaft, von 1918 bis 1934 Sekretär, von 1934 bis 1939 Vorsitzender sowie von 1929 bis 1950 Vorstandsmitglied der Biologischen Gesellschaft. Von 1934 bis 1950 war er Sekretär, ab 1941 Vorstandsmitglied und ab 1946 stellvertretender Vorsitzender des Zoologischen Gartens Kopenhagen. 1948 wurde er stellvertretender Vorsitzender des Dänischen Aquariums und Vorstandsmitglied  des Dänischen Expeditionsfonds.  1953 war er Präsident des 14. Internationalen Zoologischen Kongresses in Kopenhagen. Ab 1956 war er aktives Mitglied der Stipendienkommission und Prorektor der Universität Kopenhagen. 1958 wurde er in den Eventyrernes Klub (Adventurers’ Club of Denmark) aufgenommen, der 1938 von Peter Freuchen nach dem Vorbild des Adventurers’ Club of New York gegründet wurde.
1960 wurde das neue Naturkundemuseum in der Nørre fælled in Kopenhagen eröffnet, in das die alten Sammlungen aus dem Museumsbau in der Krystalgade transferiert wurden. Seit 1934 war Spärck für das Projekt verantwortlich, für das er in Zusammenarbeit mit dem Architekten Vilhelm Lauritzen die Bauskizzen entwarf.
1951 wurde Spärck Ehrenmitglied der Naturhistoriske Onsdags Aftener (NOA), 1956 der Dansk Ornithologisk Forening und 1957 der Dansk Naturhistorisk Forening.

## Schriften (Auswahl)
- Havets Udforskning i det nittende Aarhundrede, 1924
- Nordens Dyreverden, 1928
- Ringkøbing Fjords Naturhistorie i Brakvandsperioden 1915–1931, 1933
- Dansk Naturhistorisk Forening 1833–1933, 1933
- (mit Knud Jessen) Danish scientific investigations in Iran, Part 1–4, 1939–1949
- Den danske Dyreverden, dyregeografisk og indvandringshistorisk belyst, 1940
- Zoologisk Museum i Kobenhavn gennem Tre Aarhundreder, 1945
- Ole Worms samlinger, 1945
- Japetus Steenstrup, 1948
- Galatheas Jordomsejling 1950–52. Den danske dybhavsekspeditions virke og resultater skildret af deltagerne, 1952
- Undervisningen i Zoologi ved Kobenhavns Universitet et Tilbageblik over 300 Ar, 1962